# 井手美希
井手 美希（いで みき、2001年12月7日 - ）は、日本のタレント、モデル。佐賀県佐賀市出身。FIRST AGENT所属。「MISS CIRCLE CONTEST 2022」グランプリ。

## 略歴
3歳の頃からピアノを習っており、高校は佐賀北高校の芸術科を卒業。もっと音楽を詳しく学びたいと思い、大学進学を機に佐賀から上京。
中学校の頃の校長に憧れ、教員を目指していたが、大学2年生の時に見た学校のパンフレットに載っていた加藤綾子（元フジテレビアナウンサー）のインタビュー記事を見て、アナウンサーを志す。
その後、「MISS CIRCLE CONTEST 2022」でグランプリを含む5冠に輝き本格的に芸能活動を始める。
「オールナイトフジコ」（フジテレビ）のフジコーズ2期生募集オーディションに応募。見事2期生に選ばれ、2023年10月20日放送分から出演している。
「ミスマガジン2023」でベスト16に選ばれ、SHOWROOM特別賞を受賞し、2023年10月23日の「週刊ヤングマガジン」（講談社）ではグラビアを披露した。
2024年3月に国立音楽大学を卒業。これを機に同年3月22日放送の「オールナイトフジコ」及び3月29日に開かれた番組イベント「フジコーズ卒業式2024」をもってフジコーズを卒業した。

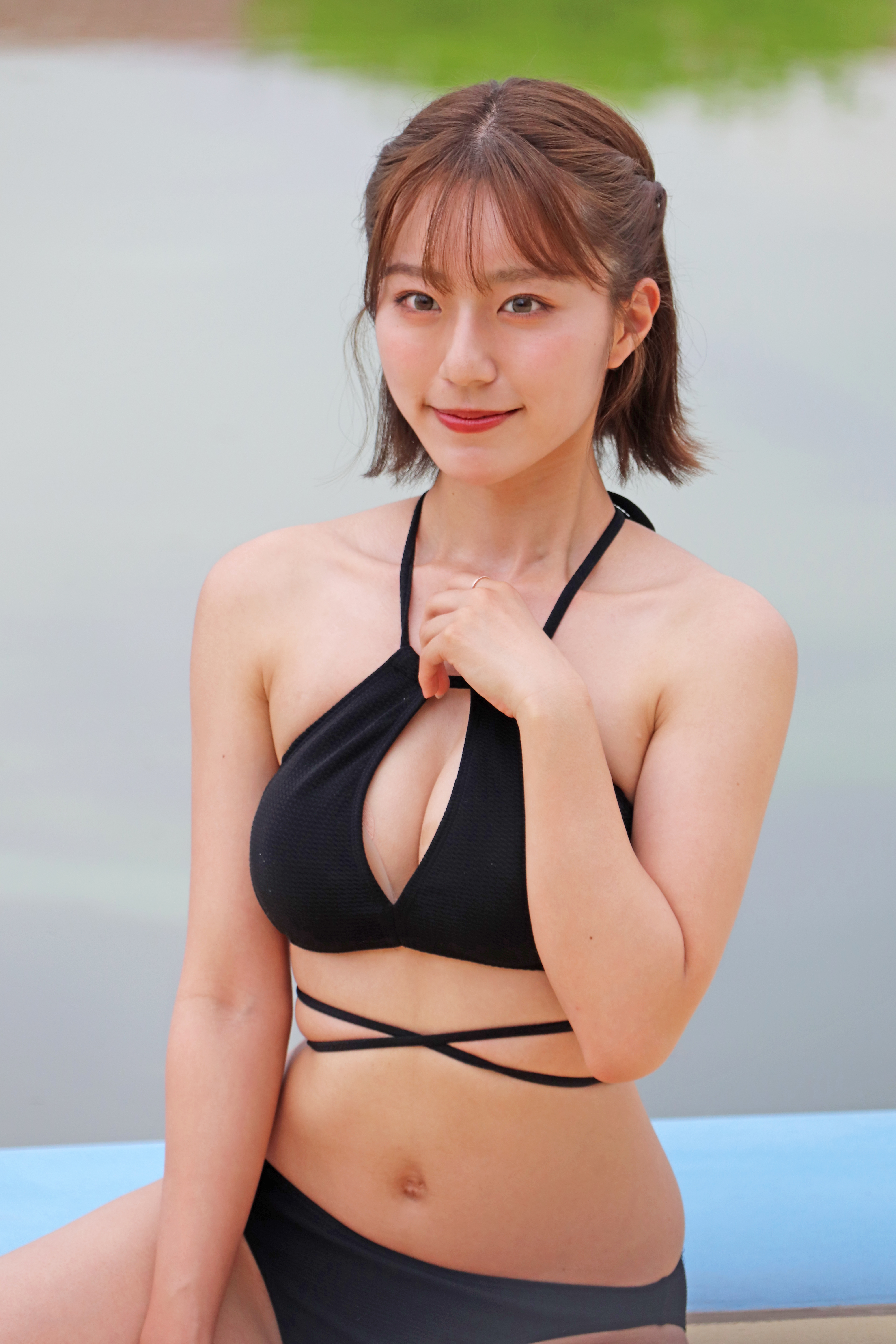
水着姿の井手（2024年撮影）

2024年4月、『週刊プレイボーイ』にて、同じフジコーズ出身・上杉真央との共演グラビアを掲載。
2024年5月19日、自身のYouTubeチャンネル「いでみきチャンネル」を立ち上げて、同年6月6日に初投稿となる「いでみきの100の質問に答えてみた」を配信し、本格的に活動を開始した。
2025年発売のイメージビデオ『Wake Up』はAmazonベストセラーで堂々の1位を獲得。

## 人物
- 趣味はハンドソープ集めとサイクリング・マラソン。
- 特技は歌とフラッシュ暗算で、「オールナイトフジコ」内で行われたフジコーズ2期生お披露目の際にシューベルトの「野ばら」を歌った。歌が得意な半面、ダンスは苦手としている[3]。
- 好きな食べ物は銀杏、嫌いな食べ物はトマト。
- 好きな言葉は「笑っていれば色んなラッキーが転がり込む」[12]。
- 憧れの人はオードリー・ヘップバーン。
- 尊敬する人は同郷かつ事務所の先輩である優木まおみ[13]。
- 教員免許を持っている。
- 今後出演したい番組は「芸能界特技王決定戦 TEPPEN」や「千鳥の鬼レンチャン」（いずれもフジテレビ）[14]。
- 自身のアパレルブランド「フェリチータ」でディレクターを務めている[15][16]。
- 真面目でクールなイメージを持たれがちだが、「オールナイトフジコ」内でフジコーズからのタレコミを募集したところ、ほかのメンバーと自宅で行ったSHOWROOM配信中に寝落ちし、寝言を発するなどの一面もあることが判明した[17]。
- 料理も得意で「手料理が食べたい」と友人が自宅に来るほどの腕前である。料理好きが高じて、Instagramで自身の手料理を投稿するアカウントを立ち上げた[18]。
- サザンオールスターズが好きで、好きな曲は「真夏の果実」である[19]。

## 作品

### イメージビデオ
- miki rhythm（2025年1月31日、エスデジタル）[20]
- Wake Up（2025年6月20日、竹書房）[21]

### デジタル写真集
- キレイなだけなら良かったのに…（2024年3月7日、集英社［YJ PHOTO BOOK］、撮影：Takeo Dec.）[22]
- Aggressive（2024年4月15日、集英社［週プレ PHOTO BOOK］、撮影：後野順也）[23]
- 卒業 vol.1･2（2024年6月21日、講談社［FRIDAYデジタル写真集］、撮影：高橋慶佑）[24][25]

## 出演

### テレビ
- オールナイトフジコ（2023年10月20日 - 2024年3月23日、フジテレビ）
- 2023 FNS歌謡祭 第2夜（2023年12月13日、フジテレビ）
- 食べごろギュッとくん（NHK）
- 日テレポシュレ「ブツヨクラボ」（日本テレビ）
- 土曜はカラフル!!!（TOKYO MX）
- 秋山歌謡祭2024（2024年3月22日、メ～テレ）
- 5時に夢中!（2024年6月19日、TOKYO MX）[26]
- 全力坂（2024年10月24日・11月4日、テレビ朝日）[27][28]

### ラジオ
- イマドキッキャンパスナイト（MBSラジオ）

### CM
- アサヒ飲料「和紅茶」
- リゼクリニック「【ミスキャンコラボTVCM】リゼウォーク編」[29][30]

### 雑誌
- 週刊ヤングマガジン（2023年10月23日、講談社）
- 週刊ヤングジャンプ（2024年3月7日、集英社）[31]
- FRIDAY（2024年4月12日・6月21日、講談社）[32][33]
- 週刊プレイボーイ（2024年4月15日、集英社）[34]

### YouTube
- エガちゃんねる[35][36]
- 動画はじめてみました（テレビ朝日）

### イベント
- 神戸コレクション
- 超十代2023
- TGC teen 2023 winter - フジコーズとして
- BIWAFES2024 - フジコーズとして
- マイナビTOKYO GIRLS COLLECTION 2024 SPRING/SUMMER - フジコーズとして
- AGESTOCK2024 - フジコーズとして
- 井手美希オフ会[37]
- SPLASH SUMMER×近代麻雀水着祭2024

### その他の活動
- CanCam it girl
- AOKIフレッシャーズ応援フェアモデル
- ハレノダイニング宣伝部長[38]